# Достоево
Достоево (бел. Дасто́ева) — агрогородок в Ивановском районе Брестской области Беларуси. Входит в состав Молодовского сельсовета, до 2013 года был центром Достоевского сельсовета. Население — 445 человек (2019). Агрогородок известен как родовое гнездо рода Достоевских, к которому принадлежал знаменитый писатель Ф. М. Достоевский.

## География
Достоево находится в 12 км к северо-востоку от Иванова и в 10 км к юго-востоку от посёлка Мотоль. Местность принадлежит бассейну Днепра, вокруг деревни — сеть мелиоративных каналов со стоком в Ясельду. Через деревню проходит автодорога Замошье — Кротово, местные дороги соединяют Достоево с соседними деревнями Молодово и Застружье. Ближайшая ж/д станция в Иваново (линия Брест — Пинск — Гомель).

## История
В 1506 году последний из князей Пинских Фёдор Иванович Боровский подарил Даниле Ртищеву (Иртищевичу) ряд имений в регионе, включая Достоево, которое стало родовым поместьем — с этого времени Данила Ртищев и его потомки носили фамилию Достоевские.
В XVIII веке поместье от Достоевских перешло в другие руки, сначала им владели Стравинские, потом — Чаплицы.
После третьего раздела Речи Посполитой (1795 год) в составе Российской империи, с 1801 года Достоево принадлежало Гродненской губернии. В 1798 году в деревне построена деревянная Ильинская церковь (не сохранилась).
В середине XIX века собственником имения стал Виктор Орда, маршалок (предводитель дворянства) Пинского уезда. Его потомкам Достоево принадлежало вплоть до 1939 года, последним владельцем усадьбы был Тадеуш Орда.
Согласно Рижскому мирному договору (1921) деревня вошла в состав межвоенной Польши, где принадлежала Полесскому воеводству. С 1939 года — в составе БССР.
С июня 1941 по июль 1944 года под гитлеровской оккупацией. Оккупанты в 1943 году полностью сожгли усадьбу Достоевских-Ордов. 
В 1960-х годах на месте бывшего усадебного дома был построен Дом культуры. Церковь Св. Ильи 1798 года постройки была разобрана в 1970 году.
В 2010 году деревня Достоево преобразована в агрогородок.

## Культура
- Дом культуры
- Литературно-краеведческий музей ГУО «Достоевская средняя школа имени Ф. М. Достоевского»

## Достопримечательности
- Троицкая церковь. Каменная православная церковь построена в 1991-1996 гг. вместо церкви Св. Ильи, разрушенной в 1970 г.
- От усадьбы Достоевских-Ордов сохранилось лишь несколько старых деревьев[4].

### Памятник, скульптура
- Памятник Ф. М. Достоевскому (1995). Скульптор — Иван Иванович Данильченко. Расположен в 100 м от Троицкой церкви.
- Памятник 43 землякам, погибшим во время Великой Отечественной войны. В 1969 году установлен обелиск[6].

### Утраченное наследие
- Усадьба Достоевских и Ордов
- Свято-Ильинская церковь (ок. 1798)

## Галерея

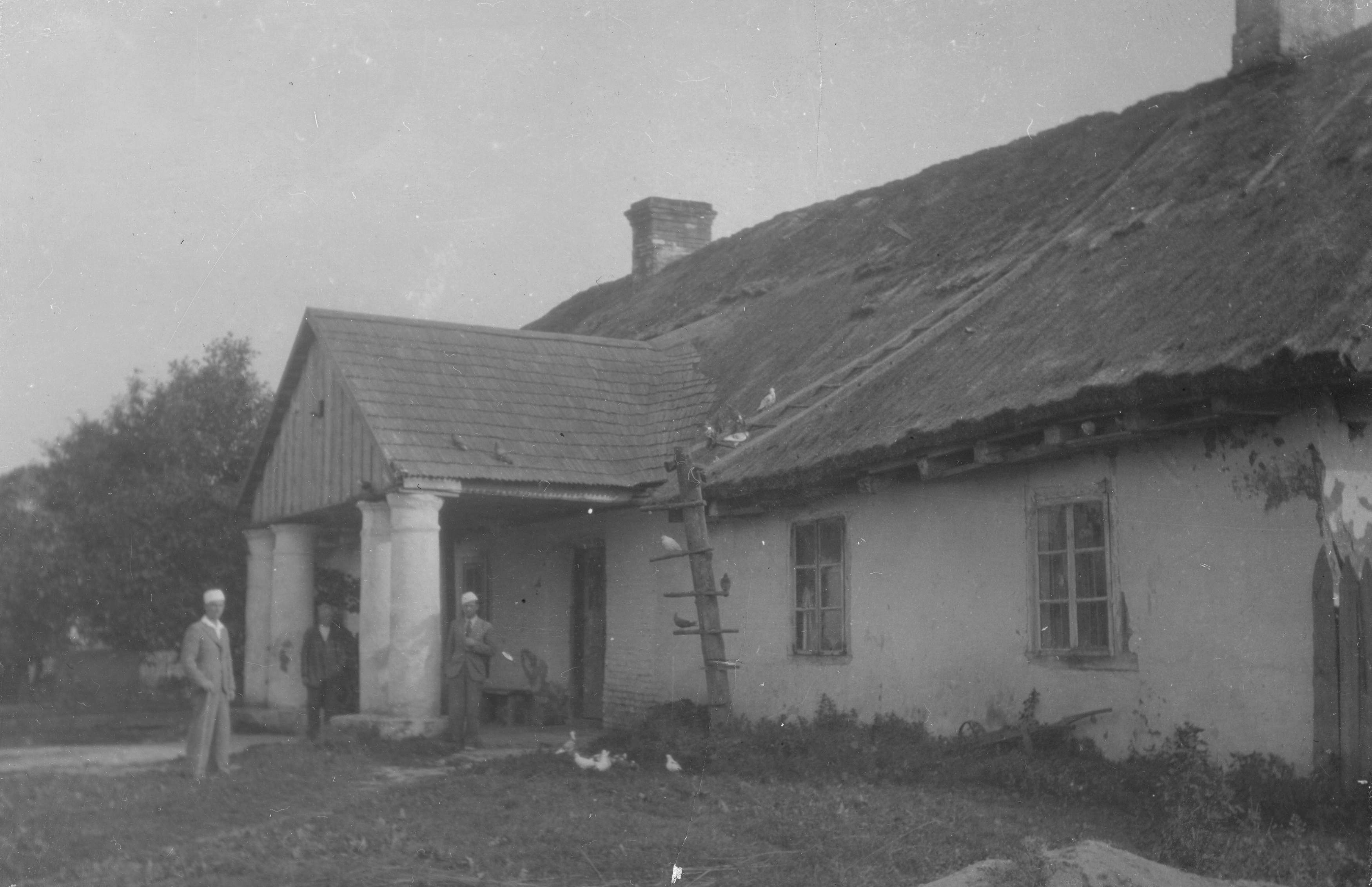
Усадьба Достоевских
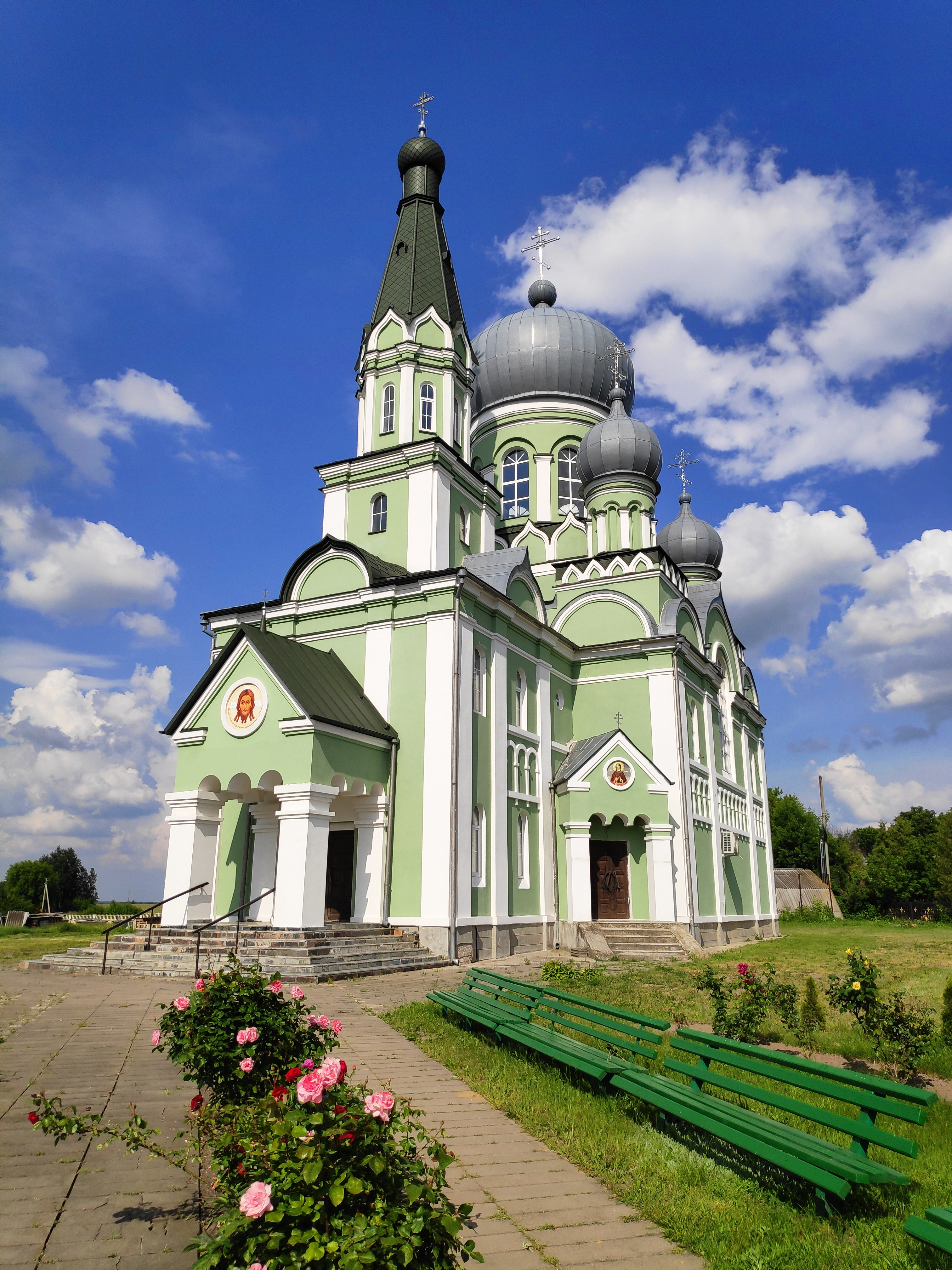
Свято-Троицкая церковь
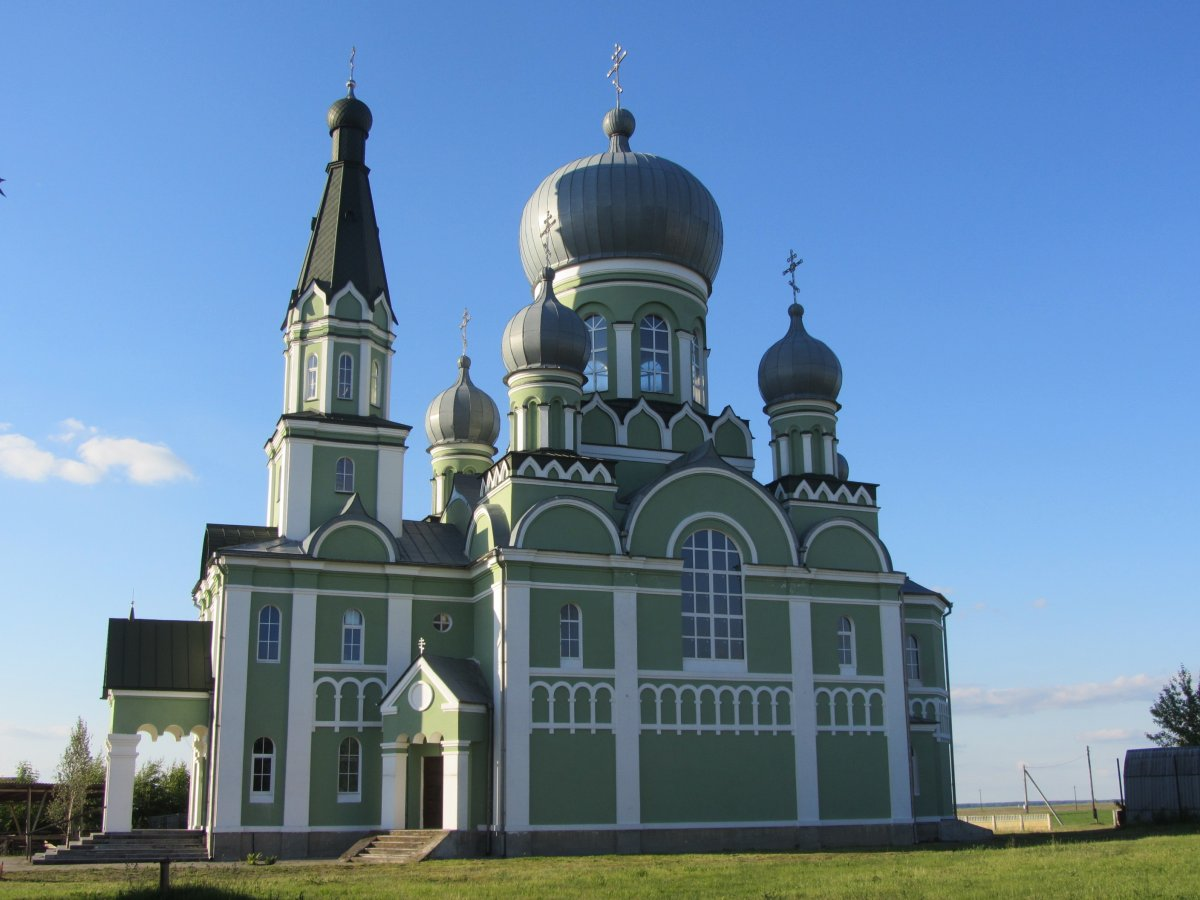
Свято-Троицкая церковь (вид с боку)
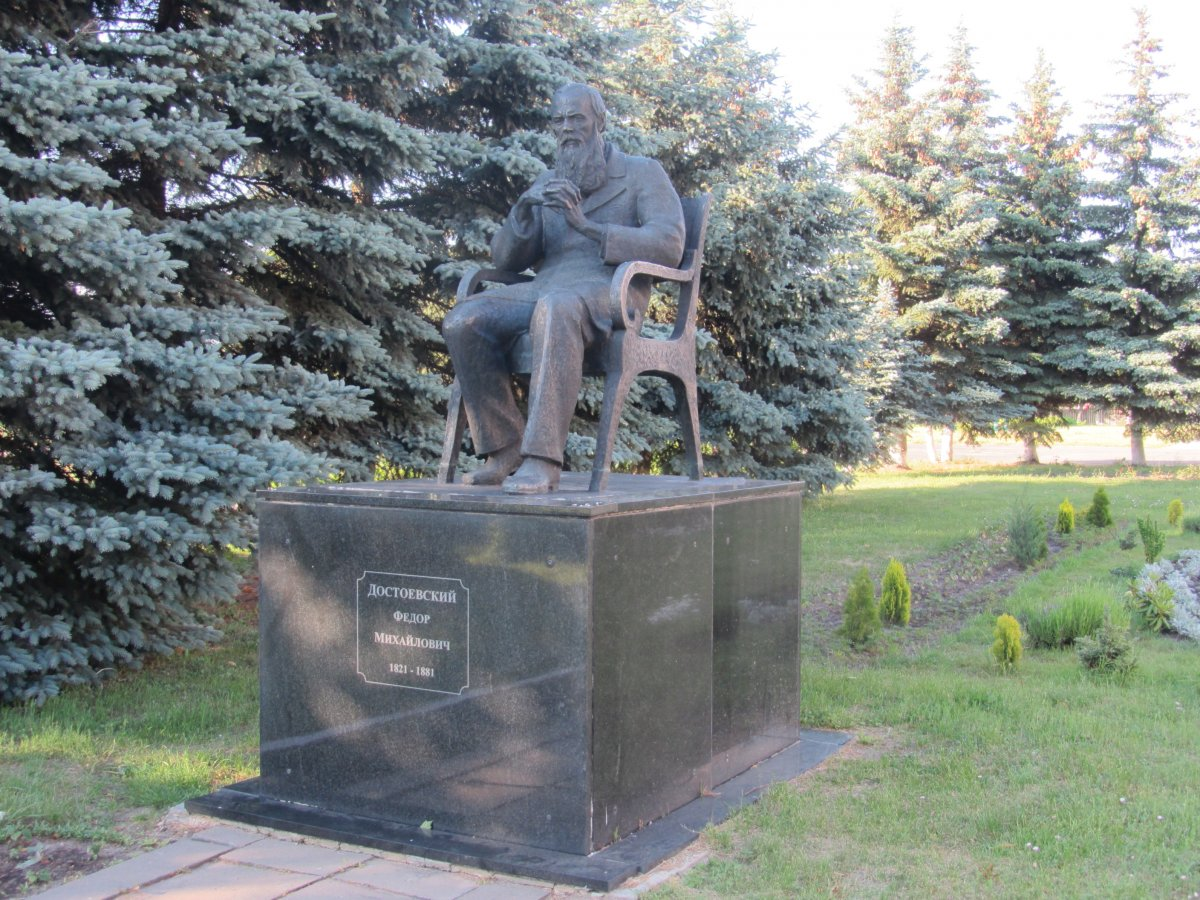
Памятник Ф. М. Достоевскому